# 오사카촌 (돗토리현 사이하쿠군)
오우사카촌(逢坂村)은 돗토리현 사이하쿠군에 있던 촌이다. 현재의 사이하쿠군 다이센정의 일부에 해당한다.

## 역사
- 1889년 10월 1일 - 정촌제 시행에 의해 아이미군 오사카촌이 성립하였다.
- 1896년 4월 1일 - 군의 통합에 의해 사이하쿠군에 소속되었다.
- 1957년 3월 31일 - 도하쿠군 나카야마촌과 합병해 사이하쿠군 나카야마정이 신설하여 폐지되었다.

## 교통

### 철도
- 일본국유철도
  - 산인본선